# Gulfstream
Гольфстрим Аероспейс Корпорейшн (англ. Gulfstream Aerospace Corporation) — американська авіабудівна (аерокосмічна) корпорація, розташована в місті Саванна, штат Джорджія, США. Перший літак з назвою «Гольфстрим» (і його модернізація ІІ) був випущений в рамках підрозділу компанії Грумман. В 1978 році ця компанія продала бізнес «Гольфстриму» Аллену Паульсону, який ініціював компанію «Грумман Американ». Подальше придбання у фірми Рокуелл програми літака Aero Commander завершилось формуванням повністю незалежної компанії Gulfstream Aerospace. З 1985 була придбана компанією Крайслер. Паульсон одноосібно керував компанією ще декілька років, а потім, разом з Тедом Форстманном викупив її назад. Гольфстрим стала підрозділом Дженерал Дайнемікс з 1999 року, яка в 2001 році додала до компанії другу свою власність Гелексі Аероспейс (раніше придбанної у ізраїльської компанії Ізраїль Ейркрафт). Моделі G100/G150 і G200 виготовлялись в Ізраїлі виключно фірмою Galaxy.

## Продукція

### Літаки у виробництві
Станом на 2011 рік Гольфстрим виготовляє шість моделей приватних літаків:
- Gulfstream G150 — на базі літака Astra SPX корпорації Ізраїль Ейрспейс.
- Gulfstream G280 раніше G250 — на базі літака G200[3].
- Gulfstream G350/G450 — на базі літака Gulfstream IV-SP.
- Gulfstream G500/G550 — на базі літака Gulfstream V.
- Gulfstream G650 — новий широкосалонний реактивний літак бізнес класу.

### Літаки зняті з виробництва
- Gulfstream G100 — двомоторний реактивний літак бізнес класу, на базі літака Astra SPX корпорації Ізраїль Ейрспейс..
- Gulfstream G200 — на базі літака Galaxy корпорації Ізраїль Ейрспейс.
- Grumman Gulfstream I — двомоторний турбовинтовий літак бізнес класу.
- Grumman Gulfstream II — двомоторний реактивний літак бізнес класу.
- Gulfstream III — двомоторний реактивний літак бізнес класу.
- Gulfstream IV — двомоторний реактивний літак бізнес класу.
- Gulfstream V — двомоторний реактивний літак бізнес класу.
- Gulfstream G300 — двомоторний реактивний літак бізнес класу.
- Gulfstream G400 — двомоторний реактивний літак бізнес класу.